# لين كرين
لين كرين (بالإنجليزية: Len Crane)‏ هو لاعب كرة قدم أسترالية أسترالي، ولد في 7 فبراير 1928 في ساوث ملبورن في أستراليا، وتوفي في 24 مايو 2006 في صن شاين كوست في أستراليا.

## وصلات خارجية
- لين كرين على موقع AustralianFootball.com (الإنجليزية)
- لين كرين على موقع AFLtables.com (الإنجليزية)